# ژارسکی
ژارسکی (به انگلیسی: Zharskiy یا ژارسکیه Zharovskiye) یک منطقه مسکونی در جمهوری آذربایجان است که در شهرستان ماساللی واقع شده است.